# バンブル

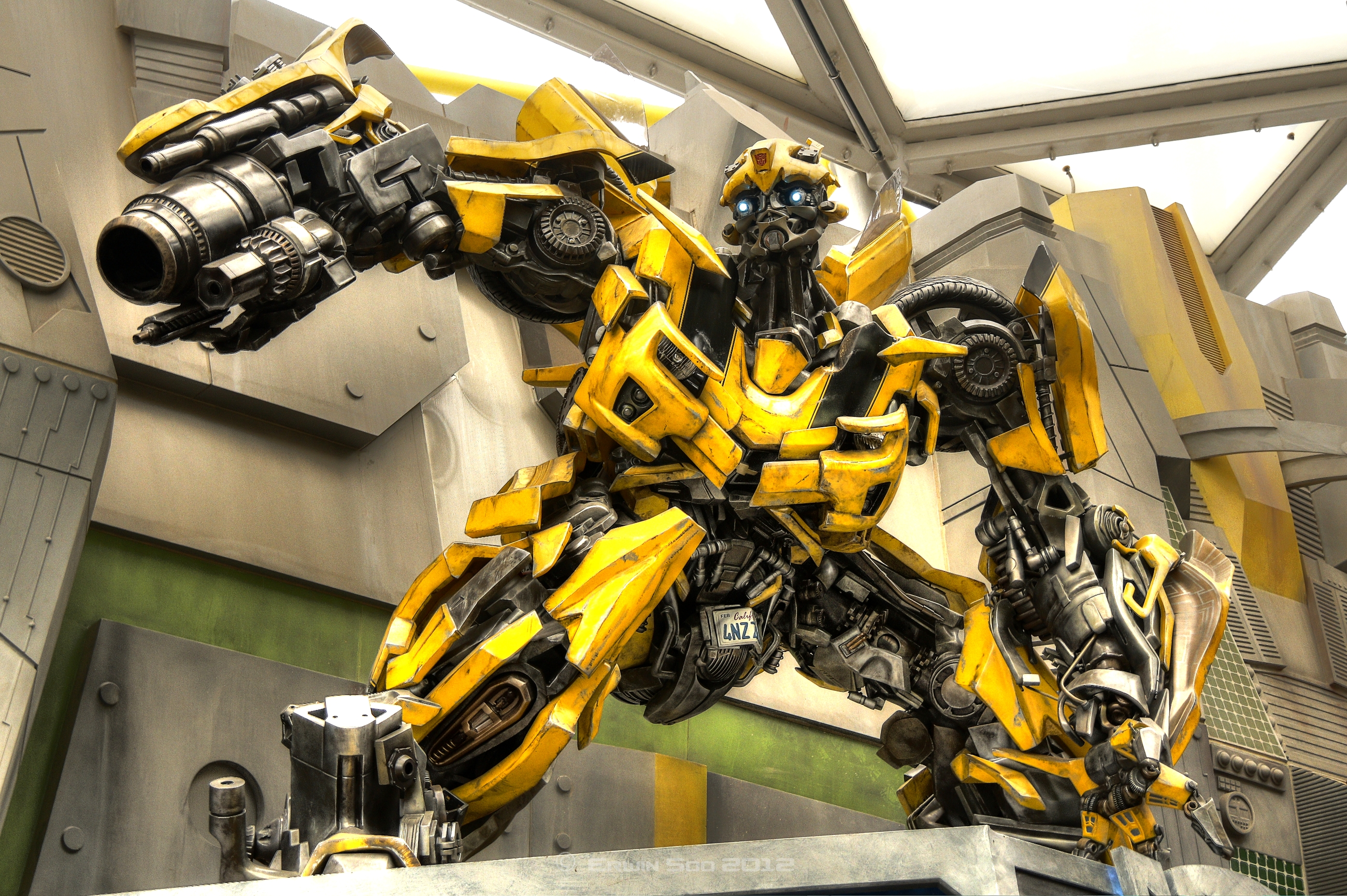
実写映画版のバンブルビー。

バンブル（Bumblebee）は、ハズブロとタカラトミーが展開する『トランスフォーマー』シリーズのキャラクター。以降のシリーズに幾度も登場する。

## 初代（G1）
『戦え!超ロボット生命体 トランスフォーマー』の第1話「地球への道」から登場。声を担当したのは英語版がダン・ギルヴェザン、日本語版が塩屋翼。

### 性格・特徴
サイバトロンの小型戦士ミニボットの一人。セイバートロン星にいたころは下部から本体と一体化した翼の広がる円盤型エアカーに変形していた。地球ではフォルクスワーゲンビートルをスキャンしてそれに変形する。
人懐っこい性格で友人を守るため勇敢に戦う。仲間内で最も小柄であり、体力面でも劣る。しかし己を卑下することは無く、勇気に機知、それらを活かす行動力を備え、活躍が多い。テックスペックでもミニボットであることへの誇りを感じさせる。一人称は「オイラ」で、口癖は「ほーんと」。大型オートボットの中でもコンボイ/Optimus Primeを心から慕っている。アニメでも、作戦に成功すると「早くコンボイ司令官の喜ぶ顔が見たいな」、敵地で死を覚悟すると「コンボイ司令官にさよならを言いたかったよ」と、コンボイへの思いを口にしている。
また、その体の小ささから来る隠密性と勇気は肉体的な弱さを補って余りある。サイバトロンのメンバーの中で、最も燃費と視力に優れている。左腕に無線が、左肩にレーダーがそれぞれ仕込まれており、カーモードでは潜水機能を有する。武器としては通常のビームガンの他、先端が三つ叉の矛状になった水中銃を使用したことがある。
地球の少年スパイクと親しくなり、スパイクとは彼を乗せて移動するシーンも多々あり、度々行動を共にするようになる。第25話（英語版では第31話）「メガトロン地球征服作戦Part1」でメガトロン/Megatronの詭計によって地球人が自分たちを悪と思い込まされた際、仲間が「だから信用できない」と言うと「（昔から共に戦っていた仲間以上の）一番の親友は人間」と反論した。
名前の由来はマルハナバチ。

### 活躍
『戦え!超ロボット生命体トランスフォーマー』では第1話より登場。地球人の少年スパイクと親友になり、彼を始め多くの仲間と共に全編に渡って活躍した。
OVA『スクランブルシティ発動編』ではスクランブルシティ建設に従事しているスパイクに休憩を促していた。
『ザ・ムービー』ではスパイクと共にムーンベース2にてデストロンを監視。メガトロンが倒れた後ユニクロン/Unicronに襲撃され、ベースに自爆装置をセットし、シャトルで脱出を試みるも捕食されてしまう。その後ユニクロン体内で処理されそうになっていたが、スパイクの息子ダニエルの手によって救出される。
『2010』においても引き続き登場。地球のサイバトロン基地に残っていたが、ダイナザウラー戦で破壊されたことをきっかけに、他のミニボットと同様にスクランブルシティに配属。宇宙ペストによる動乱の際は感染したスペリオンの手により負傷。瀕死の重傷を負うが、クインテッサ星人の手でゴールドバグ/Goldbugとなって再生される。

### コミックでの活躍
テレビマガジン版トランスフォーマーの第2話では東京の町を主人公の少年ケンジと共にパトロールしていた際、サウンドウェーブ率いるカセットロンに襲われるが、機転を効かせ撃退している。作画を担当していたまがみばんはお気に入りキャラにバンブルを挙げている。

### 玩具（初代（G1））
ニューミクロマンのミクロロボットCARの流用。『トランスフォーマー』では「11」のナンバーを与えられ、1985年6月に発売。1986年に海外と同じブリスターバックにて「C-56」として販売された。型変更した同型キャラとしてクリフ/Cliffjumperと、ハブキャップ/Hubcapがいる。国内での発売当時は赤いバンブルが混入されることもあった。金型がクリフと同じだったために赤いバンブルと黄色いクリフが生産されたという説があるが真相は不明。また、双方ともにアニメでも作画ミスという形で登場している。さらに、バンパーと呼ばれる本来ラインナップに入っていないファミリアタイプまで混入する始末だった。
2003年3月には海外で発売された『TRANSFORMERS KEY CHAIN』がミニボットキーチェーンとして復刻。シークレットとしてブラックバージョンも存在する。
2004年1月には『トランスフォーマー コレクション』の「20 ミニボットチーム」として復刻され、顔がアニメに準拠したものに改修されている。
2008年7月には『トランスフォーマー アンコール』「09 バンブル&ミニボット」として改修版がさらにアニメに準じた彩色で復刻された。
ゴールドバグ（商品名はゴールドバック）はスロットルボットとして発売。ゼンマイによるブルバック走行ギミックが加えられた。

#### その他の玩具
マクドナルド
DVD版での配布
サイバトロン戦士9セット
セブンより発売された塩ビ人形セットに付属。
極小変形トランスフォーマー
変形可能な縮小版。シリーズ第1弾にラインナップ。
Qロボ　コレクションフィギュア
セブンイレブン専用カプセル玩具「ガチャボックス」で発売されたディフォルメフィギュア。サイバトロン側のラインナップ。アニメで使用したウインチアームを展開している。全16種類。クリア版も存在する。
トランスフォーマーG1
カバヤより発売。モノクロのボトルキャップフィギュア。全12種類+シークレット2種類。ナンバーは「C-4」。
トランスフォーマー ヒストリーコレクション -1st-
カバヤより発売。彩色済みボトルキャップフィギュア。全6種類+シークレット1種類。
nanoblock バンブル
河田より発売。赤外線操縦機能を持ち、組み換えだけで変形可能。

## 海外展開
プリテンダーではゴーグルをつけたアウターシェルを纏って登場。日本ではインナーロボットのみがマイスター/Jazz・グリムロック/Grimlock・スタースクリーム/Starscreamとの4体セット商品「ヒーローセット」として販売された。
トランスフォーマー アクションマスターでは銃にもなるヘリパック/Heli Packが付属している。

## G2
海外版G-2において、日本では未発売だった金メッキ仕様になった初代玩具が再発売された。
ゴーボッツでは同じく日本では未発売だったハイビーム/Highbeamの色違いとして登場。日本オリジナルの『カーロボット』ではスパイチェンジャーのエックスカーとして発売された。

## マイクロン伝説
マイクロンのウィーリー/High Wire、バンク/Grindor、アーシー/Sureshockの合体した姿が日本ではバンブルと呼ばれる（英語版での名称はPerceptor）。初代（G1）に登場したバンブルやウィーリーと同様、子供と篤い信頼関係にある。
続編である『スーパーリンク』に登場したクリフジャンパーは日本版では明言されていないが、海外版では同一の存在という設定。

### 玩具（マイクロン伝説）
日本では2002年12月27日に「MM-01 ストリートアクションマイクロン」として発売。
2003年2月1日には、アニメに準拠した色にスーパーアニメカラーバージョンがアニメOPシングルCDに付属。
2003年11月19日発売の「マグナコンボイDXセット」にはエクスディメンションズ版が同梱された。

## バイナルテック
オルタニティ「A-03」ではSUZUKI SWIFT SPORTのチャンピオンイエローカラーとして登場。クリフも同型のシュプリームレッドパールカラーとしてラインナップに加わる。

## 実写映画版
声 - マーク・ライアン（第1作目）、なし（ロストエイジ）、一部のシーンJ・T・ウォルシュ、エリック・エーダール（最後の騎士王）、ディラン・オブライエン（バンブルビー）
日本語吹き替え - 加藤亮夫（第1作目）、山寺宏一（ロストエイジ）、J・T・ウォルシュの声の部分長谷川敦央、小原雅人（最後の騎士王）、木村良平（バンブルビー）
オートボットの斥候で、トランスフォーマー側のもう一人の主人公。正式名称『B-127』。オートボットの斥候として逸早く地球に来ており、最初（1980年代）は惑星サイバトロンであるサイバトロン星の激戦から脱出して地球に飛来するが、たまたま軍事演習中のセクター7（セブン）の特殊部隊のど真ん中に墜落したためにのっけから狙われる羽目になる。飛来直後はセクター7（セブン）が演習に使っていた黄色いジープをスキャンするが、近くのキャンプ場にとまっていた黄色いフォルクスワーゲンビートル、後（1980年代～2000年代）にイエローのシボレー・カマロの1974年型に変形。日本でも海外版と同じく「バンブルビー、アメリカ発音＝[b́ʌmblbìː]」と呼称。後にイエローの新型にアップグレードする。ロストエイジでは当初、黒とイエローのシボレー・カマロの1967年型、後にイエローの2014年カマロ・コンセプトに再スキャンする。日本版玩具での名称は「ニューバンブルビー」。かつてメガトロン/Megatronとの戦いで言語回路が破損し、発声出来なくなった設定となっている。
実写映画版第1作目
IDナンバー - MA-03
オートボットの斥候で、トランスフォーマー側のもう一人の主人公。本作品の人間側の主人公であるサム・ウィトウィッキー（第1作目ではサミュエル・ジェームズ・“サム”・ウィトウィッキー）を保護するため一足先に送られてきた。イエローのシボレー・カマロに変形。武器は腕のプラズマキャノン。当初はシボレー・カマロ#初代（1967年-1969年）2代目カマロに変身していたが、中盤で新型カマロを再スキャンする。地球に来る前の戦いで音声機能が損傷しており、サム・ウィトウィッキーと出会った時はラジオを使ってコミュニケーションを取っていた。メンバーの中で最も若く、コミカルで表情豊かな面がよく見られ、先述の再スキャンもミカエラ・ベインズに「オンボロカマロ」と言われたことが原因である。旧カマロの時の車内にはミラーボールや蜂のマスコットがついていた。
物語序盤でバンブルビーが中古車店に駐車した際、黄色いフォルクスワーゲン・ビートルが隣に置かれているが、これは初代（G1）アニメでバンブルビー（バンブル）が同車両に変形していたことに対して敬意を払い登場させたものである。キャラクター性はマイケル・J・フォックスがモデルとなっており、キャスティング候補にはマイケル・J・フォックス本人があがっていた。また、ビークルモードとなる新型カマロはゼネラルモーターズ社のトップシークレット車両であり、撮影時には細心の注意が払われた。
ディセプティコンのIDナンバー - MD-02Bでメンバーの中で最も小さい（人間の子供程度）、GPXのCDプレイヤーであるラジカセと本作品のヒロインであるミカエラ・ベインズの携帯電話またはスマートフォンに変形するフレンジー/Frenzyとともにディセプティコンのパトカー候補車となったサリーン・S281に変形するIDナンバー - MD-02Aのバリケード/Barricadeと交戦する。終盤の市街地でウィリアム・レノックスたちと激闘を繰り広げた戦車をスキャンした際ブロウルの方が質量が大きかったため、M1エイブラムスを基にしたオリジナル戦車に変形するIDナンバー - MD-03のブロウル（（デバステーター））/Brawlをミカエラ・ベインズとの連携プレーで倒した。

実写映画版第2作目
IDナンバー - RA-03
前作（第1作目）のカマロ・コンセプトからリニューアル済みのイエローのシボレー・カマロ（5代目）に変形するオートボットの斥候。オートボットの中では唯一N.E.S.T.（ネスト）に加わらず、サム・ウィトウィッキーの愛車として生活している。愛称は「ビー」。人間側の主人公であるサム・ウィトウィッキーの母親であるジュディ・ウィトウィッキーからは「ワッフルビン」（日本語版では「ワッフルメーカー」）と呼ばれている。
前日譚（第1作目）のアメリカンコミックでは一旦完治したものの、IDナンバー - RD-02で、ディセプティコンのNo.2であるサブリーダーで航空参謀の航空宇宙司令官で、ロッキード・マーティンF-22 (戦闘機)に変形するスタースクリーム/Starscream（第1作目ではIDナンバー - MD-08、第3作目ではIDナンバー - DD-02）に襲われてまた壊れたと描かれている。前作（第1作目）から引き続きラジオ音声を使用して会話する。大学に進学することになったサム・ウィトウィッキーと別れる際はわざとらしく涙（ウォッシャー液）を流すなど、前作（第1作目）よりもさらにコミカルな動きを見せている。
最終決戦の舞台になったピラミッドがあるエジプトの北アフリカ砂漠地域であるサハラ砂漠でIDナンバー - RD-13の動物のジャガーの姿を模したIDナンバー - RD-04のサウンドウェーブ/Soundwaveの部下であるラヴィッジ/Ravage交戦し、破壊した。
マトリクス（The Autobot Matrix of Leadership、Creation Matrix）を入手するためにスタースクリーム/Starscreamの命令でサム・ウィトウィッキーの両親であるロン・ウィトウィッキーとジュディ・ウィトウィッキーを人質にサム・ウィトウィッキーを脅迫したIDナンバー - RD-06の赤いキャタピラー・D9L・ブルドーザーに変形して、キャタピラから変形した両腕のムチとバネ状の下半身が特徴で、ホッピングのように跳ねて移動するランページ/Rampageを撃破した。

実写映画版第3作目
IDナンバー - RA-05
身長4.9m、体重1.6tオートボットの斥候で、偵察員であり、トランスフォーマーサイドのもう一人の主人公で、人間側の主人公であるサム・ウィトウィッキーからの愛称は「ビー」。
イエローのシボレー・カマロ（5代目）のカスタムモデルに変形、武器はプラズマキャノン。今回からN.E.S.T.（ネスト）に加わっている。他のオートボットの面々が人間社会（＝人間の建物）での行動に慣れてきている中、彼だけは相変わらず難儀している場面が見られる。
ロボットモードでは胸から首元にかけてのデザインが若干変更されている。劇中ではビークルモードでも銃器やミサイルの発射が出来るようになり、サム・ウィトウィッキーを乗せたままロボットモードになり、投げ出されたサム・ウィトウィッキーを落下する前に受け止めて再びビークルモードに変形するという荒業を披露した。
終盤でディセプティコンの侵攻が本格化し、もはや捕虜は不要だと感じ、ディラン・グールドの提案から捕虜にしたオートボットたちを『戦利品』として公開処刑しようと考え、手始めにIDナンバー - DA-31のメルセデス・ベンツ・E550に変形するキュー（ホイルジャック/Que（WheelJack）を処刑させたIDナンバー - DD-13のシルバーのメルセデス・ベンツ・SLS AMGに変形する情報参謀であるサウンドウェーブ/Soundwaveに自らも公開処刑されようとするが、IDナンバー - DA-09（第2作目ではIDナンバー - RA-09）の第2作目に登場し、ディセプティコンからオートボットに寝返った小型トランスフォーマーで、青いモンスタートラック型のラジコンカーに変形するホィーリー/Wheelieとブレインズ/Brainsに墜落させられた戦艦に気を取られ、その隙を突いたオートボットたちの反撃により戦闘に突入し、激闘の最中左足を撃ち抜きバランスを崩した後、武器の腕のプラズマキャノンで、腹部と頭を吹き飛ばした。

実写映画版第4作目
オートボットの斥候。黒とイエローのシボレー・カマロの1967年型、後にイエローの2014年カマロ・コンセプトに再スキャンする。
ロボットモードのデザインも一新した。身長18フィート（約5.4m）オプティマスプライム/Optimus Prime不在時にはオートボットたちの指揮を執っていた。
以前までの右腕のブラスター（蟹のハサミに似た形状となり、撃つだけでなく敵を突き刺すこともできる）に加え、両手からの槍型ミサイル、ワイヤーアンカーなどを装備。過去作品から続投しているキャラクターの中では最も大きくデザインが変わり、戦闘時に装着していたバトルマスクもより蜂を思わせるデザインへと変更されている。
人造トランスフォーマー スティンガー開発の参考モデルにされた。反トランスフォーマー組織「KSI（Kinetic Solutions Incorporated）」のショールームでバンブルビーのモデルに開発した人造トランスフォーマーのプロトタイプで右腕にバンブルビーと同じ形状のブラスターを持っているほか、ガルバトロン（ガルヴァトロン）/Galvatronと同様、ビークル時でもミサイルを発射できる機構を持つ赤いパガーニ・ウアイラに変形する身長19フィート（約5.7m）スティンガー/Stingerの性能やデザインがバンブルビー以上であると言われた際には激怒してスティンガー/Stingerを殴り倒したり、自分の指揮力を酷評したドリフト/Driftと喧嘩したりと粗暴な面が目立つ。自身のスキャンした車を「古い」と言われて怒るのも相変わらずで、シェーン・ダイソンからスティンガー/Stingerと比較されてハンドルで締め上げた後、反トランスフォーマー組織「KSI（Kinetic Solutions Incorporated）」への襲撃時に新型カマロを再スキャンしている。
再スキャン前は第1作目時点で発売されたステルスバンブルビーと同様のカラーリングとなっており、黒をベースに黄色のストライプが入った姿をしている。
香港での戦いでは無理矢理ストレイフ/Strafeに飛び乗ってスティンガー/Stingerと死闘を繰り広げたが、スティンガー/Stingerが、地上に落下したところで首を吹き飛ばした。その際にスティンガー/Stingerの性能やデザインがバンブルビー以上であると言われていたことを相当腹に据えかねていたのか、ラジオの音声を借りて「コピー商品は嫌いでね」と言い放ち、スティンガー/Stingerの頭をストレイフ/Strafeに噛み砕かせた。
終盤、オプティマスプライム/Optimus Primeとの一騎討ちで、一瞬の隙を突いてオプティマスプライム/Optimus Primeをジャッジメントソードで貫き戦闘不能に陥れたオートボット、ディセプティコンのどちらにも属さないバウンティ・ハンターで、グレーのランボルギーニ・アヴェンタドールLP 700-4 クーペに変形する身長22フィート（約6.6m）の本作品のメインヴィランであるロックダウン/Lockdownを人間側の主人公であるケイド・イェーガーとともに参戦させて状況を逆転させた。

実写映画版第5作目
オートボットの斥候にして、オプティマスプライム/Optimus Primeの片腕。第二次世界大戦時はグレーの1937年式メルセデス・ベンツ・W142に、現在は黄色のシボレー・カマロに変形。[オプティマスプライム/Optimus Prime不在の今はオートボットたちの暫定リーダーを務めているが、他のメンバーからは不満が多い。
前作（第4作目）から再びデザインが変わっており、変形ビークルが最新型カマロであることは変わらないものの、ロボットモードのデザインが旧三部作に近いデザインへと戻っている。本作品では接近戦での武器として戦槌セイバートロニアン・ハンマーを使用するほか、ビークルモードの左半分だけを変形させて敵を狙撃したり、身体を関節部分でバラバラに分離合体する能力も新たに獲得している。
相変わらず喋ることが出来なかったが、デイトレーダーが売ってきた部品とイザベラの修理でいったん声を取り戻す。しかしその声はSiri（吹き替え - 織部ゆかり）による人工音声で、バンブルビー自身が望んだような声ではなかったために落ち込むというシーンがある。
本作品では第二次世界大戦のころから地球に潜伏しており、大戦中は連合軍に協力してコマンド部隊「悪魔の旅団」に所属し、ZB-7の暗号名でナチス・ドイツと戦っていたことが明かされる。なおこのナチス・ドイツとの戦闘シーンにおいて、ウィンストン・チャーチルの生家でもあったブレナム宮殿が鉤十字などのナチス・ドイツの意匠を加えた上でロケ地として使用されており、「ウィンストン・チャーチルを愚弄している」とイギリス国内から批判を受けた。
本作品ではどのような経緯でその能力を持つに至ったかは不明だが、体をバラバラに吹き飛ばされても自力で元に戻る能力を持っている。
武器の腕のプラズマキャノンでイギリスでのカーチェイスで二枚舌なディセプティコンの歩哨でフォード・マスタングのパトカーに変形するバリケード/Barricadeを撃たり、最後の乱戦の最中に無重力状態となった隙を突かれた第3作目に登場した、ディセプティコンの軍事作戦司令官で、第3作目の表向きのメインヴィランでディセプティコンの新戦力であるショックウェーブ/Shockwaveと同型のサーブ 39 グリペンに変形 （玩具は架空のジェット戦闘機に変形する）する銀色の体色と単眼、片腕のカノン砲が特徴的なディセプティコンで、本作品ではメガトロン/Megatronの片腕を務めるニトロ・ゼウス（ナイトロゼウス）/Nitro Zeusの頭を吹き飛ばしたり、本作品のメインヴィランで生命を司るプライムの一人で、かつて恐竜大絶滅を起こしてトランスフォーマーを創造した存在である創造主クインテッサ/Maker Quintessaを背後から撃つなど大活躍をした。

実写映画版第6作目
本作品のトランスフォーマーサイドの主人公で、正式名称『B-127』。惑星サイバトロンであるサイバトロン星の激戦から脱出して地球に飛来するが、たまたま軍事演習中のセクター7（セブン）の特殊部隊のど真ん中に墜落したためにのっけから狙われる羽目になる。飛来直後はセクター7（セブン）が演習に使っていた黄色いジープをスキャンするが、ディセプティコンの航空兵でファントムIIに変形するブリッツウィングとの激戦で音声機能を破壊され身体を損傷したため、近くのキャンプ場にとまっていた黄色いフォルクスワーゲンビートルをスキャンして活動停止していた。
その後、廃品屋の店主であるハンクの廃品屋に回収されたところを本作品の主人公でヒロインであるチャーリー・ワトソンに引き取られ、彼女と出会うことになる。ブリッツウィング/Blitzwingとの戦いの後遺症で記憶喪失にも陥っていたが、チャーリー・ワトソンのおかげでラジオを介して会話するようになる。
赤のプリムス・GTXとホーカー・シドレー ハリアーT.2に変形する女性ディセプティコンであるシャッター/Shatterと青のAMC・ジャヴェリンとAH-1W スーパーコブラに変形するディセプティコンであるドロップキック/Dropkickをチャーリー・ワトソンとともに倒した後は、ゴールデン・ゲート・ブリッジの見える丘でチャーリー・ワトソンと別れる。別れる直前にバンブルビーはシボレー・カマロをスキャンし変身する。
オプティマスプライム/Optimus Primeと合流したバンブルビーは、自分を「B-127」と呼ぶオプティマスプライム/Optimus Primeに、チャーリー・ワトソンから貰ったラジオを通して「私の名前は『バンブルビー』」と応える。

実写映画版第7作目
オートボットのスカウトであり、トランスフォーマー側のもう一人の主人公。全地形対応の拡張機能を備えた、黄色と黒の1970年代の第2世代クラシック・シボレー・カマロに変形する。
前作（第6作目）の主人公チャーリー・ワトソンとの交流から、仲間たちの中では人類に一番信頼を寄せている。トランスワープキーを巡る争いで、ユニクロン/Unicron配下の勢力で、宇宙各地で侵略と殺戮を繰り広げていた。主君から暗黒のエネルギーを授かっており、他のトランスフォーマーを凌ぐパワーを誇るテラーコンでユニクロン/Unicronの配下で最強と恐れられるテラーコンのリーダーで、今作のメインヴィランで材木輸送用の1994年製ピータービルト・モータース・カンパニートレーラートラックに変形するスカージ/Scourgeの凶弾の犠牲となる。
復活した際はテラーコンの女性忍者で日産スカイラインGT-R（BCNR33型）に変形するナイトバード/Nightbirdを武器のプラズマキャノンで撃破した。
『トランスフォーマー・ヒューマンアライアンス』およびアトラクションである『トランスフォーマー ヒューマンアライアンス スペシャル』、『トランスフォーマー・シャドウズライジング』では第1作目～第3作目と同じデザインの姿で登場。第1作目～第3作目と同じイエローの5代目シボレー・カマロのカスタムモデルに変形。
世界のユニバーサル・スタジオ・テーマパークに存在する、実写映画版『トランスフォーマー』シリーズをテーマにした3Dシミュレーションライドタイプのアトラクション『トランスフォーマー・ザ・ライド3D』では、第1作目～第3作目と同じデザインの姿で登場。第1作目～第3作目と同じイエローの5代目シボレー・カマロのカスタムモデルに変形。
生命エネルギー・オールスパークのキューブを追って地球に降り立ち、その手掛かりを知る本作品の人間側の主人公であるサム・ウィトウィッキー（第1作目ではサミュエル・ジェームズ・“サム”・ウィトウィッキー）と知り合い、友情で結ばれる。現在はサム・ウィトウィッキーと離れ、オートボットと共に作戦任務に就くが、サム・ウィトウィッキーが困ったときは頼りになる存在に変わりはない。
待ち列の通信では肉声で話す瞬間があるも再度故障してしまい、それを見かねたラチェット/Ratchetにゲストの案内を繋げる。ライド本編の序盤では第1作目と同様にオールスパークを守り抜くため、N.E.S.T.（ネスト）基地に侵入した第2作目に登場した、動物のジャガーの姿を模した小型ディセプティコンのラヴィッジ/Ravage、第2作目に登場した、アウディ・R8に変形するディセプティコンのサイドウェイズ/Sidewaysと戦闘を繰り広げ、オールスパークをイーバック（イーヴァック）/EVACに託した。終盤ではディセプティコンのリーダーで、第1作目と同じこのアトラクションのメインヴィランで、第3作目と同じデザインの姿だが第2作目の接近戦用の武器である剣状のデスロックピンサーのフュージョンキャノンを右手に装備しているメガトロン/Megatronと共に建設中の高層ビルの屋上から落下するイーバック（イーヴァック）/EVACを無事に受け止め、生還へと導いた。

## 変形！ヘンケイ！「トランスフォーマー
海外の玩具展開『Transformers Classics』にて発売されたものの塗装変更品。プジョー・206に似たカーモードで登場。フライトパックに変形する水上オートバイが付属する。国内展開の『変形!ヘンケイ!トランスフォーマー』では「C-02」のナンバーを与えられて2008年3月に発売された。サイズは海外版の基準でデラックス（DELUXE）。開発担当はアレックス・クバルスキー。

## アニメイテッド
実写映画版に倣い、アニメイテッドでの日本名もバンブルビーとなった。アースモードは黄色いコンパクトカー（ハッチバック型）の覆面パトカーに変形し、サイバトロンモードはバギー型のビークルに変形する。
第4シーズン（シーズン4）では新たに黒色のライン塗装（2本の黒色のライン）や肩の形状のデザインが変更する予定であった。
声は英語版がバンパー・ロビンソン、日本語版は岸尾だいすけが担当。
日本版玩具の通し番号は「TA02」。

## ユナイテッド
トランスフォーマーユナイテッドにおける名称は実写映画版、アニメイテッドと同じくバンブルビーである。
海外のトランスフォーマーを題材にしたテレビゲーム『Transformers: War for Cybertron』版バンブルビーの玩具化であるサイバトロンモード「UN02」と、地球モード「UN07」（変形!ヘンケイ!トランスフォーマー版の塗装変更品）の2種類がある。サイバトロンモードにはセガ製アーケードゲームで使えるカードが付属。

## ジェネレーションズ
海外の玩具展開『Transformers Generations』にて発売されたものの塗装変更品。こちらでも実写版以降定着したバンブルビーが名称として使用されている。IDWパブリッシングにから発行されているアメコミ作品『The Transformers: Robots in Disguise』に登場する姿を再現したメトロマスタークラス「TG-24」と『The Transformers (2009–2011)』に登場するスポーツカータイプのデラックスクラス「TG-26」が発売された。ただし「TG-26」はカラーリングがゴールドバグに似せてある上、『バンブルビーゴールドバグ』という商品名に変更されており、実質日本オリジナルのキャラクターとなっている。
海外版『Generations』では『The Transformers (2009–2011)』のカラーリングを忠実に再現した「Deluxe Class Bumblebee」と『The Transformers: Dark Cybertron』における姿を再現したリデコ商品「Deluxe Class Goldfire」が発売されている。

## 超ロボット生命体 トランスフォーマー プライム
オートボットの少年兵。黄色に黒のストライプが入ったスポーツカー（アーバナ500なる架空の車種）に変形する。オートボット内でも年若く子供っぽいところがあり、勇敢だが無謀な行動に出ることも。パートナーのラフ・エスキベルと仲が良く、彼とはテレビゲームなどでよく遊んでいる。
かつてメガトロンによる激しい尋問でボイスボックスが損傷し、声を出すことが出来ないため、周囲とは電子音でコミュニケーションをとっている。このため人間とのコミュニケーションに難があるものの、パートナーであるラフ・エスキベルやオートボットたちとは意思疎通が出来ている。
シーズン3『Beast Hunters（ビーストハンターズ）』では、ラフ・エスキベルの提案でディセプティコンの追跡を逃れるために第1話（第53話）で黄色と黒を基調としたカラーリングに変えている。
最終話である第13話（第65話）において、オプティマスプライムにマトリクスセイバーを投げ渡そうとしたところをメガトロンに撃ち抜かれ絶命してしまうが、その直後遺体が起動中のオメガロックに落ちたことで蘇生。勝利を確信し油断していたメガトロンをマトリクスセイバーで刺し貫き、オートボットを勝利に導いた。オメガロックにより蘇生した際、ボイスボックスも完全に修復され声が出るようになった。
サイバトロン星が復活した後、共に戦ったパートナーのラフ・エスキベルと別れることを決意し、ラチェットを除く仲間たちと共に帰還した。
武器は両腕から変形させる左右2対4門のブラスター。動作は非常に機敏で、小柄な体を活かした肉弾戦を得意とする。
日本語版での肩書は「情報員」。
『深夜の完全変形2時間スペシャル!』でのインタビューでは喋らなかったが、これからの見どころではラフ・エスキベルの声を担当したくまいもとこの声で喋っていた。
公式人気投票ではキャラクター部門では第9位（20票）。
後日談より始まる続編の『トランスフォーマー アドベンチャー』では本作品の主役。高速部隊長。地球に降り立ったオートボットたちのリーダーとなる若きトランスフォーマー。一人称は「俺」。黄色いスポーツカー（ハンクの弁によると グリフィンモーターズ・1995年式ウィンドブレイザー）に変形する。サイバトロン星を救った伝説の司令官オプティマスプライムの側近として有名ながらも本星では警官として都市ケイオンで交通パトロールをしていたが、水面に映ったオプティマスプライムの幻影に導かれ地球へと赴く。
未熟ながらも部下のストロングアームやサイドスワイプたちを纏めようと奮闘している。「オプティマスのようなリーダーになる」ことを目標にしているが、同時にその目標の高さも認識しておりプレッシャーを感じることもあった。
出動時の掛け声を試行錯誤しているが、毎回イマイチ決まり切らず無視されている（「月に代わって出動だ！」「気分アゲアゲで出動しようぜ！」など。原語版のショートムービーでは延々と掛け声を試行錯誤する様が描かれている）。シーズン1最終話（第26話）で「エンジン全開で撤収しようぜ！」と掛け声を決め、以後「エンジン全開で～」を使用するようになった。
使用する武器は拳銃とスタンロッド状のキャプチャーデバイス。ディセプティコンハンターは基本的に電流を流す三叉槍に変形させている。
シーズン3『Combiner Force（コンバイナーフォース）』ではウルトラビーに合体する際には胴体（上半身）に変形する。
ウルトラビー 
シーズン3『Combiner Force（コンバイナーフォース）』第2話（第47話）から登場。チーム・バンブルビーであるストロングアーム、サイドスワイプ、グリムロックの4体または5体が合体した姿。
使用する武器はドリフトが変形した大剣・ドリフトソード。
声は英語版がウィリアム・フレンドル（『Beast Hunters（ビーストハンターズ）』第13話（第65話）、『Predacons Rising（プレダコン・ライジング）』のみ）、、ウィル・フリードル（『トランスフォーマー アドベンチャー』）、日本語版は無し、木村良平（『トランスフォーマー アドベンチャー』）。

## トランスフォーマー/ONE
『B−127』で、地下深くで暮らしていた陽気な鉱山労働者のロボット。後のオートボットの斥候。